# واژه کلیدی
هر کدام از کلمه‌هایی که واژگان یک زبان برنامه‌نویسی یا فرمانهای سیستم‌عامل یا برنامه‌های کمکی (سودمند) را تشکیل می‌دهند، بعضی اوقات کلمه ذخیره شده یا رزرو شده نیز به آن گفته می‌شود.
1. ↑  «Lexical grammar - JavaScript | MDN». developer.mozilla.org (به انگلیسی). دریافت‌شده در ۲۰۲۳-۰۵-۰۹.